# Canon EOS 350D
300D 400D
Le Canon EOS 350D DIGITAL est un appareil photographique reflex numérique au format APS-C de 8 mégapixels fabriqué par Canon. La gamme a été au départ annoncée en février 2005. Mis en vente en avril 2005 en France.

## Description
On le connaît sous le nom de Canon EOS DIGITAL REBEL XT en Amérique du Nord et Canon EOS Kiss Digital N au Japon. L'appareil enregistre les fichiers image sur une carte CompactFlash ou Microdrive. La mémoire vive de l'appareil peut contenir 9 photos en haute qualité, il est donc conseillé d'utiliser une CompactFlash haute rapidité (100X ou plus) pour les personnes (2,8 images par seconde).
La batterie (Canon NB-2LH, la même que celle des caméscopes) a une autonomie de 600 photos à 20 °C et 400 photos à 0 °C (données constructeur). Des tests ont montré qu'elle tient plus de 300 photos en tenant compte du fait que le flash était actif sur une bonne cinquantaine de photos et qu'elle a dû alimenter très souvent deux objectifs stabilisés assez importants (70-200 et 100-400 mm).
Sa monture supporte les objectifs EF et EF-S. La sensibilité du capteur va de 100 ISO à 1 600 ISO, avec un bruit numérique très réduit jusqu’à 800 ISO et encore acceptable à 1 600 ISO. La taille du capteur APS-C est de 22,2 × 14,8 mm, ce qui est 1,6 fois moindre qu'un film 24 × 36 mm. Les correspondances de focale sont donc à multiplier par 1,6 pour retrouver des « valeurs connues » (par exemple, le champ couvert par un objectif de 50 mm sur le 350D équivaut à celui couvert par un 80 mm avec un film 35 mm).
On peut lui ajouter tout type de flash compatible avec la technologie E-TTL II.
Le successeur du 350D DIGITAL est le Canon EOS 400D DIGITAL, sorti en août 2006. Il possède un capteur de 10 mégapixels ainsi qu'un nouveau système d'auto-nettoyage du capteur lors de la mise sous tension de l'appareil et un écran arrière plus grand de 2,5 pouces de diagonale.

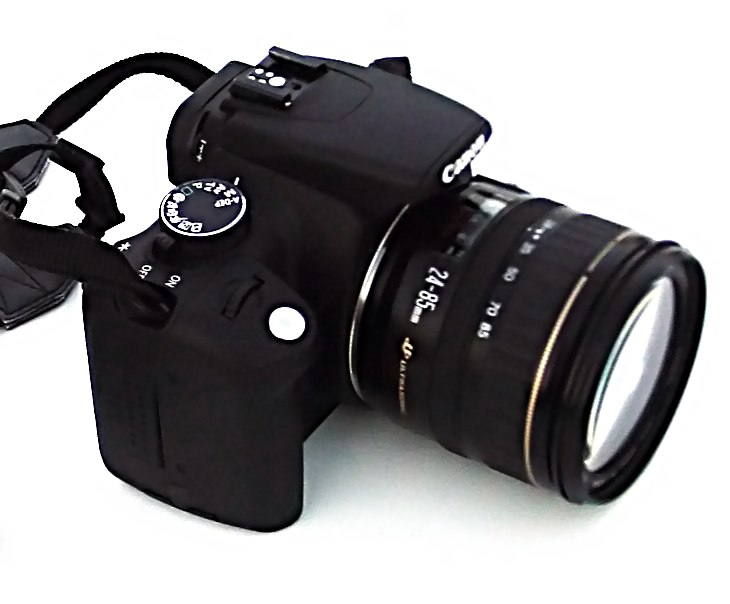
Canon EOS 350D DIGITAL.
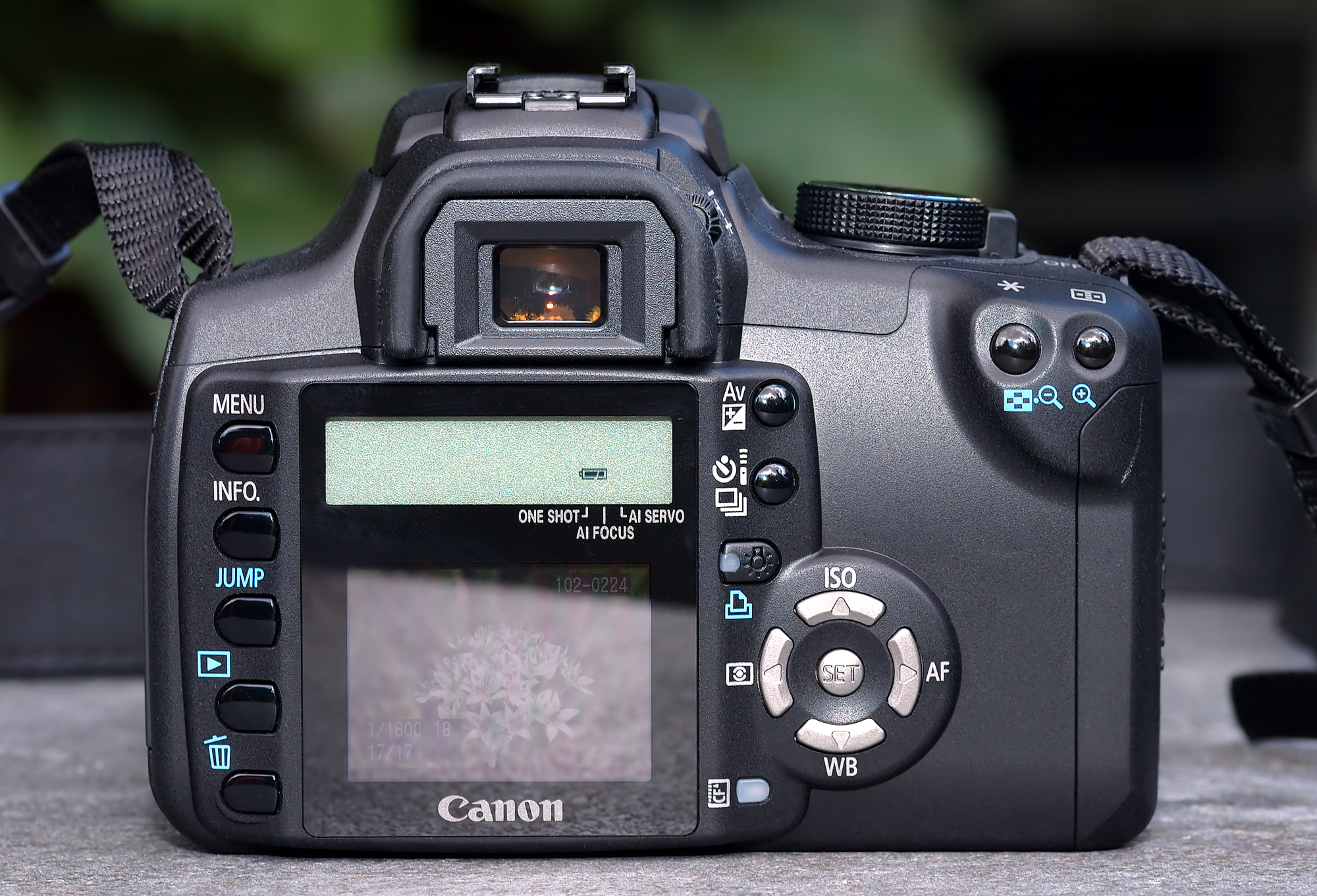
De dos.
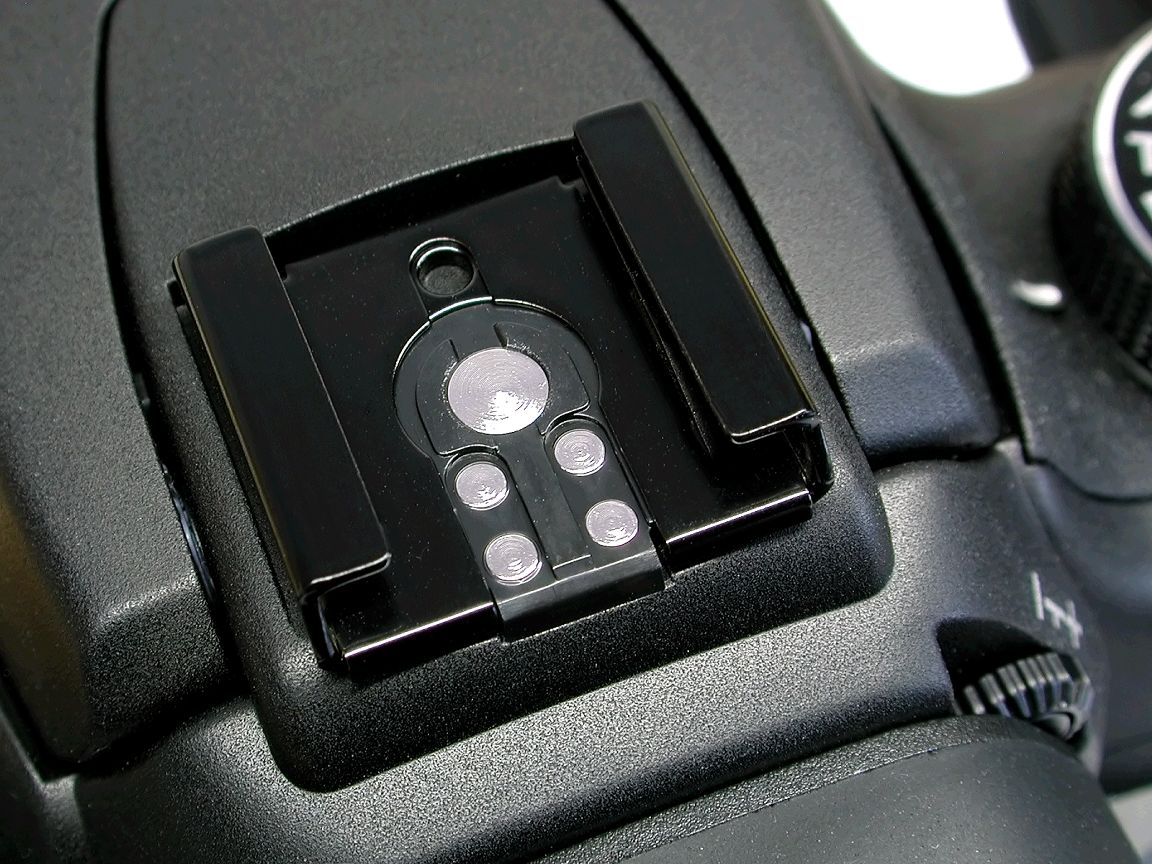
Griffe flash.